# Мланде-Ава
Мла́нде-ава́ (Мланде-ньё) (луговомар. Мланде-ава (Мланде ньё); Мланде — земля, ава — мать, госпожа; ньё — мать; горномар. мланде-ава) — женский дух («мать») земли в марийской мифологии.

## Описание
Как и в мифологиях других финно-угорских народов, Мланде-ава, обожествлённая земля считалась супругой верховного небесного бога. Она образовывала второй, средний уровень марийской космогонии, занимая центральное положение в аграрном культе. Кроме того, марийцам был известен соответствующий мужской персонаж — Мланде-юмо.

## Мифы
Согласно древним представлениям — была добыта селезнями (утками, гагарой?) с морского дна. Сохранился миф о том, что некогда «земля (Мланде) лежала под водою. Потом вода отделилась…»
Мланде-ава являлась защитницей семьи. Она наказывала за нарушение семейных, родовых норм. В мифе, объясняющем образование карстовых провалов, Мланде-ава проглатывает свадьбу, устроенную родным братом и сестрой. В другом мифе она проваливается под тяжестью крови погибших мужей и слёз вдов, образовав глубокое озеро. У восточных мари сохранилось представление о Мланде-ава как о богине, давшей рождение земле (ср. греч. Гея). Возможно, этот мотив восходит к некогда общему для всех финно-угров мифу о том, как мать-богиня участвовала в сотворении мира.

## Культ
Во время ярового сева в лукошко вместе с зерном бросали варёные яйца и молились матери земли о богатом урожае: «Мланде-ава, подай нам твёрдых корней, толстых стеблей с большими злаками. И зерна сделай ядреными, как эти яйца. Как у этих яиц тонки скорлупы, пусть такие же будут у зёрен!» В жертву Мланде-ава приносили коров и быков тёмного цвета: кости жертв закапывались в землю, чтобы росли трава и злаки.
В случае неурожая устраивались дополнительные жертвоприношения. После общественного моления каждый из его участников шёл на своё поле и кормил землю, кладя на неё яйцо и ложку каши. Считалось, что это помогает вернуть земле плодородие. Иногда на месте заклания животного оставляли железные или медные предметы, прося Мланде-ава прогнать злых духов. Кроме того, как и Юмо, мать земли выступала подательницей всевозможных благ: детей, здоровья, пищи, одежды. С аграрным культом был связан ряд запретов на обработку земли в период цветения злаков. Считалось, что в это время земля беременна и её нельзя тревожить.
Будучи связанной с нижним миром, Мланде-ава выступала покровительницей души покойной: «Вместе с отцом, вместе с матерью помести. В одно место с умершими детьми помести. От мужа не отделяй. На высокие горы подняв, покажи красивые луга, большие воды покажи. В пчелу преврати, там где пчела мёд собирает, там ходить дай!». Существовал обычай выкупа земли при рытье могилы. Прежде чем опустить в неё покойника, у богини спрашивали разрешения, а потом бросали в землю несколько монет или опускали одну монету на нитке (последняя символизировала солнце загробного мира).

## Семья
Мланде-ава традиционно отождествляется с такими божествами как Шочын-ава, Юмын-ава и, особенно, мордовской Мод-ава. Согласно И. Г. Георги (1799), остальные боги являются детьми или родственниками Юмо — кого юма и Шочэн ньё — Юман аба.